# Paradoxornis
Paradoxornis es un género de aves paseriformes perteneciente a la familia Sylviidae.  Sus miembros, que se denominan comúnmente picoloros habitan en el este y sureste de Asia. Los picoloros son pájaros pequeños de cola larga y pico corto y grueso, que como su nombre indica recuerda al de los loros. Sus hábitats naturales son los juncales, cañaverales y similares.
Anteriormente se clasificaba dentro de la familia Paradoxornithidae, pero los estudios genéticos demostraron su cercana relación con los integrantes del género Sylvia y se trasladó a su familia. 

## Especies
Suelen reconocerse 18 o 19 especies:
- Paradoxornis alphonsianus - picoloro gorjigrís;
- Paradoxornis atrosuperciliaris - picoloro cejinegro;
- Paradoxornis brunneus - picoloro alipardo;
- Paradoxornis conspicillatus - picoloro de anteojos;
- Paradoxornis davidianus - picoloro de David;
- Paradoxornis flavirostris - picoloro pechinegro;
- Paradoxornis fulvifrons - picoloro leonado;
- Paradoxornis gularis - picoloro cabecigrís;
  - Paradoxornis (gularis) margaritae - picoloro cabecinegro;
- Paradoxornis guttaticollis - picoloro pechipinto;
- Paradoxornis heudei - picoloro del Yangtsé;
- Paradoxornis nipalensis - picoloro gorjinegro;
- Paradoxornis paradoxus - picoloro tridáctilo;
- Paradoxornis przewalskii - picoloro de Przewalski;
- Paradoxornis ruficeps - picoloro cabecirrufo;
- Paradoxornis unicolor - picoloro unicolor;
- Paradoxornis verreauxi - picoloro dorado;
- Paradoxornis webbianus - picoloro de Webb;
- Paradoxornis zappeyi - picoloro encapuchado.